# Karpove-Kripenske, Sverdlovsk
Karpove-Kripenske (în ucraineană Карпове-Кріпенське) este un sat în comuna Dariino-Iermakivka din raionul Sverdlovsk, regiunea Luhansk, Ucraina.

## Demografie
Componența lingvistică a localității Karpove-Kripenske
     Ucraineană (88,31%)
     Rusă (9,68%)
Conform recensământului din 2001, majoritatea populației localității Karpove-Kripenske era vorbitoare de ucraineană (88,31%), existând în minoritate și vorbitori de rusă (9,68%) și armeană (1,21%).